# リージョナルウィメンズセブンズ
リージョナルウィメンズセブンズ（Regional Women's Sevens）は、かつて2018年から2023年まで行われた女子7人制ラグビーの交流大会。上位大会に太陽生命ウィメンズセブンズシリーズ（WOMEN'S SEVENS SERIES）があり、優勝または入替戦勝利により昇格の権利が得られた。日本ラグビーフットボール協会が主催。
2025年現在は「太陽生命ウィメンズセブンズシリーズ チャレンジャートーナメント」と名称を変えている。

## 概要
上位大会「太陽生命ウィメンズセブンズシリーズ」（この大会に出場する12チームを「コアチーム」という）が2014年に創設された後、女子7人制ラグビーの競技力向上を目的に、2018年、その下位大会として創設された。高校、大学、クラブの単独チームが参加。
リージョナルウィメンズセブンズとしての開催は2023年3月に1年遅れで開催した「リージョナルウィメンズセブンズ2022」まで。
同2023年8月からは、上位大会の太陽生命ウィメンズセブンズシリーズに付随する「入替戦（2023年）」となり、以後、「昇格大会（2024年）」「チャレンジャートーナメント（2025年）」となる。

## 沿革
第1回（2018年）では、関西大会（6月開催）と関東大会（10月開催）の上位2チームずつ計4チームが11月開催の入替戦に進出し、2チームが「太陽生命ウィメンズセブンズシリーズ」へ昇格した（コアチーム入りした）。
2020年は新型コロナウイルス感染症の世界的流行により中止。2021年は、5月に関東大会（4チーム出場）、6月に関西大会（5チーム出場）が開催されたが、上位大会との入替戦は行われなかった。
2022年内の開催は見送られ、約1年遅れで「リージョナルウィメンズセブンズ2022」全国大会（9チーム出場）が2023年3月に開催された。これが、リージョナルウィメンズセブンズの最後の大会となる。
2023年5月20日-7月2日、「リージョナルウィメンズセブンズ2022」の上位4チームが、上位大会「太陽生命ウィメンズセブンズシリーズ2023」（12チーム）に加わり、計16チームで対戦した。2020年の中止と、その後の入替戦実施見送りにより、対戦機会が失われたことによる措置である。
2023年8月に、上記16チームによる大会の総合順位下位5チームと、応募があった4チームの計9チームで「太陽生命ウィメンズセブンズシリーズ2023 入替戦」を実施した。横河武蔵野Artemi-Starsが優勝し、昇格が決定した。
2024年は、5月11日・12日に「太陽生命ウィメンズセブンズシリーズ2024 昇格大会」がエコパスタジアム（静岡県袋井市）で開催された。
2025年は、5月5日・6日に「太陽生命ウィメンズセブンズシリーズ2025 チャレンジャートーナメント」と名称が変わり、上位4チームが入替戦へと進む。

## 開催記録
開催年により参加チーム数が変わる。

### 2018年

#### リージョナルウィメンズセブンズ2018関西大会[13][14]
- 2018年6月2日-3日、中部大学研修センターラグビー場（岐阜県恵那市）で開催。
- 9チーム参加：横河武蔵野Artemi-Stars、神戸RYUKA、Hanazono Hollyhocks、四国大学女子7人制ラグビー部、自衛隊体育学校PTS、福井県成年女子代表、日本体育大学ラグビー部女子、YOKOHAMA TKM、名古屋レディース R.F.C
- 優勝：自衛隊体育学校PTS[15]

#### リージョナルウィメンズセブンズ2018関東大会[16][17]
- 2018年10月20日-21日、麗澤ラグビー場[18]（千葉県柏市）で開催。
- 11チーム参加：日本体育大学ラグビー部女子、自衛隊体育学校PTS、Hanazono Hollyhocks、九州産業大学、戸塚共立メディカルYOKOHAMA TKM、四国大学女子7人制ラグビー部、湘南ベルマーレラグビーセブンズチームBell7 Ladies、名古屋レディース R.F.C、横河武蔵野Artemi-Stars、神戸RYUKA、BRAVE LOUVE
- 優勝：戸塚共立メディカルYOKOHAMA TKM[19]

#### 太陽生命ウィメンズセブンズ2018 入替戦[15]
- 2018年11月18日、日本体育大学健志台キャンパスで開催。
- 6チーム参加：【上位大会から】11位・千葉ペガサス、【リージョナル】関西1位・自衛隊体育学校PTS、関西2位・横河武蔵野Artemi-Stars、関東3位・Hanazono Hollyhocks、関東4位・四国大学7人制女子ラグビー部、【協会推薦】名古屋レディースR.F.C
- 結果：入替戦1位・自衛隊体育学校PTS、同2位・横河武蔵野Artemi-Stars が昇格し、「太陽生命ウィメンズセブンズシリーズ2019」に出場。千葉ペガサスが降格。

### 2019年

#### リージョナルウィメンズセブンズ2019関東大会[20][21]
- 2019年5月11日-12日、麗澤ラグビー場[18]（千葉県柏市）で開催。
- 8チーム参加：名古屋レディースR.F.C、湘南ベルマーレラグビーセブンズチームBell7 Ladies、八戸学院大学女子ラグビー部、神戸流科ファストジャイロ、Brave Louve、アザレア･セブン、UNICORNS、四国大学女子7人制ラグビー部
- 優勝：四国大学女子7人制ラグビー部[22]

#### リージョナルウィメンズセブンズ2019関西大会[20][23]
- 2019年6月1日-2日、中部大学研修センターラグビー場（岐阜県恵那市）で開催。

- 8チーム参加：名古屋レディースR.F.C、九州産業大学、アザレア・セブン、UNICORNS、神戸ファストジャイロ、四国大学女子7人制ラグビー部、Brave Louve、国際武道大学
- 優勝：四国大学女子7人制ラグビー部[24]

#### 太陽生命ウィメンズセブンズ2019 入替戦[25]
- 2019年7月13日-14日、日本体育大学健志台キャンパスで開催。
- 6チーム参加：【上位大会から】追手門学院ラグビー部女子VENUS、横河武蔵野Artemi-Stars、【リージョナル】関東関西1位・四国大学女子7人制ラグビー部、関東2位関西3位・名古屋レディース R.F.C、関東4位関西2位・UNICORNS、関東3位関西4位・アザレア・セブン
- 結果：入替戦2位・四国大学女子7人制ラグビー部が昇格し、次期「太陽生命ウィメンズセブンズシリーズ」に出場。横河武蔵野Artemi-Starsが降格[25]。

### 2020年
- 開催なし

### 2021年

#### リージョナルウィメンズセブンズ2021関東大会[26]
- 2021年5月29日-30日、麗澤ラグビー場[18]（千葉県柏市）で開催。
- 4チーム参加：国際武道大学女子ラグビー部、湘南ベルマーレ、BRAVE LOUVE、横河武蔵野Artemi-Stars
- 優勝：横河武蔵野Artemi-Stars - 上位大会との入替戦は実施せず[26]

#### リージョナルウィメンズセブンズ2021関西大会[27]
- 2021年6月19日-20日、エコパスタジアムで開催。

- 5チーム参加：アザレア・セブン、九州産業大学女子ラグビー部、神戸ファストジャイロ、日本経済大学女子ラグビー部AMATERUS、名古屋レディースR.F.C、九州産業大学
- 優勝：アザレア・セブン - 上位大会との入替戦は実施せず[27]

### 2022年
- 開催なし

### 2023年

#### リージョナルウィメンズセブンズ2022[28]
- 2023年3月25日-26日、エコパスタジアム（静岡県袋井市）で開催。

- 9チーム参加：アザレア・セブン、九州産業大学女子ラグビー部、神戸ファストジャイロ、国際武道大学ラグビー部女子、ナナイロプリズム福岡、日本経済大学女子ラグビー部AMATERUS、弘前サクラオーバルズ、BRAVE LOUVE、横河武蔵野Artemi-Stars
- 上位4チーム（優勝：ナナイロプリズム福岡、準優勝：BRAVE LOUVE、3位：日本経済大学女子ラグビー部AMATERUS、4位：横河武蔵野Artemi-Stars）が、同年5月-7月の上位大会「太陽生命ウィメンズセブンズシリーズ2023」(全16チーム)に参加[29][30]。ナナイロプリズム福岡は年間総合4位に入った[30]。

#### 太陽生命ウィメンズセブンズシリーズ2023 入替戦[31]
- 2023年8月11日-12日、エコパスタジアム（静岡県袋井市）で開催。

- 9チーム参加：【上位大会から】12位・RKUグレース、13位・BRAVE LOUVE、14位・横河武蔵野Artemi-Stars、15位・北海道バーバリアンズディアナ、16位四国大学女子ラグビー部、【応募チーム】アザレア・セブン、九州産業大学ラグビー部女子、神戸ファストジャイロ、弘前サクラオーバルズ
- 優勝：横河武蔵野Artemi-Stars - 昇格し「太陽生命ウィメンズセブンズシリーズ2024」に出場[32]。

### 2024年
- 詳細は「太陽生命ウィメンズセブンズシリーズ2024#昇格大会」を参照。

### 2025年
- 詳細は「太陽生命ウィメンズセブンズシリーズ2025#チャレンジャートーナメント」を参照。

## 試合方式

### 「リージョナルウィメンズセブンズ2022」（2023年3月開催）の場合
2日間で開催し、初日に予選プール、2日目に決勝トーナメントを開催する。前半7分、ハーフタイム2分、後半7分で行う。以下は概略。
【予選プール（1日目）】
- 各3チームずつの3つのプールで総当たり戦を行い、試合結果によって以下の勝点が与えられる。
- 勝利：3点、引き分け：2点、敗戦：1点、棄権：0点（対戦相手に勝点3点）
- 獲得勝点数により、各予選プール内の順位が決定される。

【順位決定トーナメント（2日目）】
- 各プールの同一順位内（1位同士、2位同士、3位同士）で順位決定トーナメントを実施する。
- 終了時点で同点の場合は、ゴールデンスコア方式の延長戦により勝者を決定する（ゴールデンスコア方式： 延長で決められた時間に関わらず、どちらか一方が得点を決めた時点で試合終了）。